# Abatiku
Abatiku ist eine bewohnte Insel mit einer Landfläche von 2,79 km², die zum Atoll Abemama in den Gilbertinseln in der Republik Kiribati gehört.

## Geographie
Das Motu Abatiku liegt zwischen den beiden Riffpassagen, die auf der Westseite des Atolls den Zugang vom Meer zur Lagune ermöglichen. Es bildet die Westspitze des Atolls und hat eine parabolische Grundfläche mit einer lang ausgezogenen Südostspitze. Die Riffkrone setzt sich von dort nach Südosten fort zur südlichen Passage, jenseits derer sich die Insel Bike befindet.
Auf Abatiku liegt die gleichnamige Siedlung mit 160 Einwohnern (2020) mit einer Kirche und einem Gemeinschaftszentrum (Maneaba).